# Stanisław Cimoszyński
Stanisław Cimoszyński (1912-1939) – działacz Ruchu Narodowo-Radykalnego „Falanga”, publicysta.
Należał do władz Ruchu Narodowo-Radykalnego „Falanga”, kierował w nim Wydziałem Politycznym. Publikował m.in. na łamach „Ruchu Młodych”, „Falangi”. Był redaktorem naczelnym „Ruchu Gospodarczego“, który był wydawany w 1937. Na początku 1939 opuścił z szeregiem działaczy RNR. W tym samym roku założył wspólnie z Wojciechem Wasiutyńskim miesięcznik „Wielka Polska” i był jego wydawcą. Przed wojną sojusznik zbudowania sojuszu z III Rzeszą. Zginął pod Lublinem w czasie kampanii wrześniowej, walcząc jako ochotnik.